# Laronxe
Laronxe é uma comuna francesa na região administrativa de Grande Leste, no departamento de Meurthe-et-Moselle. Estende-se por uma área de 6,83 km². Em 2010 a comuna tinha 373 habitantes (densidade: 54,6 hab./km²).